# San Esteban de Rececende
Rececende (llamada oficialmente Santo Estevo de Rececende) es una parroquia española del municipio de Puente Nuevo, en la provincia de Lugo, Galicia.

## Otras denominaciones
La parroquia también es conocida por los nombres de San Esteban de Rececende y San Estebo de Rececende.

## Organización territorial
La parroquia está formada por tres entidades de población:

### Entidades de población
Entidades de población que forman parte de la parroquia:
- Acebro (O Acevro)
- San Esteban (O Santo Estevo)

### Despoblado
Despoblado que forma parte de la parroquia:
- Insua (A Insua)

## Demografía
| Gráfica de evolución demográfica de Rececende entre 2000 y 2020 |
|                                                                 |
| Datos según el nomenclátor publicado por el INE.                |